# غويدرلاند (نيويورك)
غويدرلاند (بالإنجليزية: Guilderland, New York) هي بلدة أمريكية تقع في الولايات المتحدة في مقاطعة ألباني، نيويورك. يقدر عدد سكانها بـ 35,303 نسمة .